# Преривил (Луизијана)
Преривил (енгл. Prairieville) насељено је место без административног статуса у америчкој савезној држави Луизијана.

## Демографија
По попису из 2010. године број становника је 26.895.
| Група             | 2000.    | 2010.          |
| Белци             | 0 (0,0%) | 21.390 (79,5%) |
| Афроамериканци    | 0 (0,0%) | 3.315 (12,3%)  |
| Азијати           | 0 (0,0%) | 484 (1,8%)     |
| Хиспаноамериканци | 0 (0,0%) | 1.339 (5,0%)   |
| Укупно            | 0        | 26.895         |